# حسام بن عبد الوهاب زمان
حسام بن عبد الوهاب زمان (ولد في 2 أغسطس عام 1976م في المدينة المنورة) أكاديمي سعودي متخصص في تحليل السياسات التعليمية، رأس هيئة تقويم التعليم والتدريب في السعودية من 13 يونيو 2019 إلى عام 2021م، وشغل العديد من المناصب أبرزها: منصب مدير جامعة الطائف، ومنصب مدير عام مركز اليونسكو الإقليمي للجودة والتميز في التعليم والأمين العام لمجلس المركز.

## التعليم
- حاصل على دكتوراه الفلسفة في التربية من قسم الإدارة وتحليل السياسات في جامعة بتسبرغ في الولايات المتحدة الأمريكية عام 2006.
- حاصل على ماجستير في التربية من قسم الإدارة وتحليل السياسات في جامعة بتسبرغ في الولايات المتحدة الأمريكية عام 2003.
- حاصل على البكالوريوس في الدراسات الإسلامية من جامعة الإمام محمد بن سعود الإسلامية.[4]

## العمل والمناصب
- في 7 مارس 2024م عُين عضواً في مجلس إدار هيئة الأدب والنشر والترجمة.[5]
- رأس هيئة تقويم التعليم والتدريب في السعودية من 13 يونيو 2019 إلى عام 2021.[6]
- مدير جامعة الطائف من 24 يونيو 2016 إلى 2019.[7]
- مدير عام المركز الإقليمي للجودة والتميز في التعليم العام تحت إشراف اليونسكو من عام 2015 إلى عام 2018.[8]
- المشرف على فرع الجامعة السعودية الالكترونية في المدينة المنورة من عام 2014 إلى عام 2015
- عمل مساعداً لوكيل جامعة طيبة للتطوير والجودة من عام 2013 إلى عام 2014
- عمل عميداً لعمادة الجودة في جامعة طيبة من عام 2008 إلى عام 2013.
- عمل عميداً لكلية الحقوق في جامعة طيبة من عام 2011 إلى عام 2012
- عمل أستاذاً للسياسات التعليمية المقارنة المشارك في جامعة طيبة.[9]

## العائلة
متزوج وله ثلاث بنات وابن: لينة، وديمة، وسارة. وعبد الوهاب.